# Rochecolombe
Rochecolombe (Ròchacolomba en occitan) est une commune française située dans le département de l'Ardèche, en région Auvergne-Rhône-Alpes. Les habitants sont les Rochecolombins.

## Géographie

### Situation et description
Rochecolombe est une petite commune à l'aspect essentiellement rurale, situé dans la partie méridionale du département de l'Ardèche. Celle-ci est rattachée à la communauté de communes des Gorges de l'Ardèche.

### Hydrographie
Le territoire communal est longé à l'est par l'Ibie, rivière qui prend sa source dans la commune voisine de Saint-Jean-le-Centenier et parcourt 32,9 km avant de rejoindre l'Ardèche à Vallon-Pont-d'Arc. Le bourg est traversé par le ruisseau de Vendoule long de 8,03 km se jetant dans l'Ardèche à Saint-Maurice-d'Ardèche. Plusieurs autres ruisseaux ont leur source sur le territoire communal, le Rieusset de 3,27 km confluent dans l'Auzon à Saint-Germain, le ruisseau de Ceysette de 3,92 km qui marque la limite des communes de Lagorce et Saint-Maurice-d'Ibie avant de se jeter dans l'Ibie, le ruisseau de Salastre de 10,81 km, et le ruisseau de Chamaroux de 2,53 km qui se jette dans l'Auzon à Vogüé,,,,.

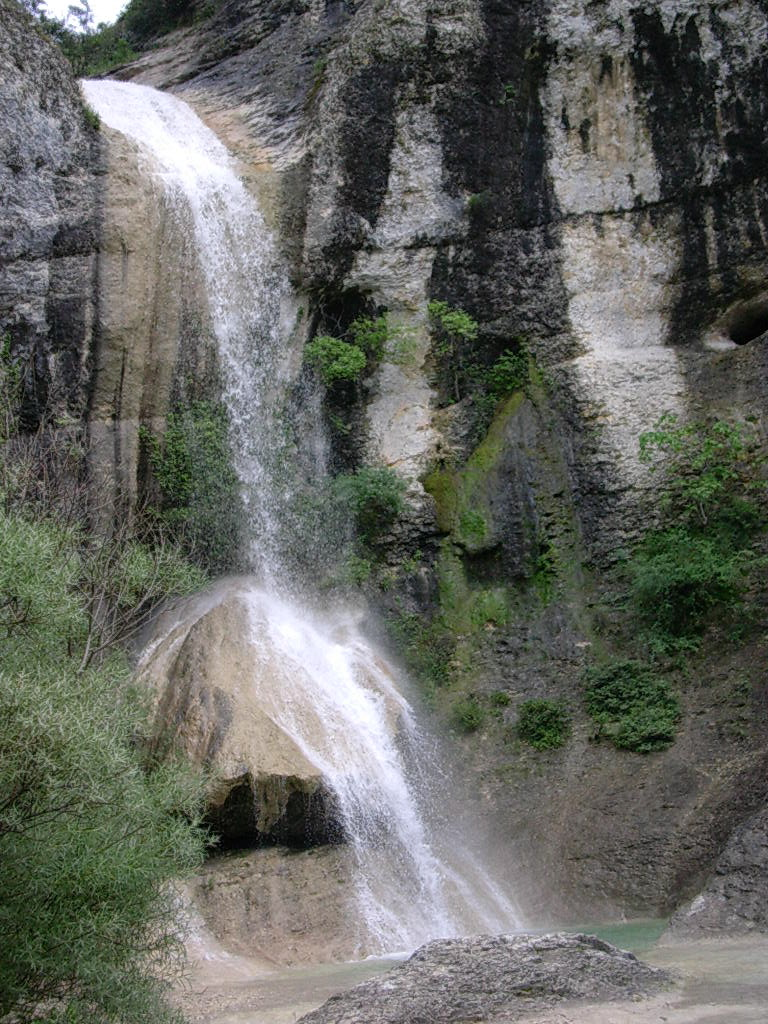
La cascade de Rochecolombe formée par le ruisseau de Vendoule.

### Climat
Pour des articles plus généraux, voir Climat d'Auvergne-Rhône-Alpes et Climat de l'Ardèche.
En 2010, le climat de la commune est de type climat méditerranéen altéré, selon une étude du CNRS s'appuyant sur une série de données couvrant la période 1971-2000. En 2020, Météo-France publie une typologie des climats de la France métropolitaine dans laquelle la commune est exposée à un climat de montagne ou de marges de montagne et est dans la région climatique Provence, Languedoc-Roussillon, caractérisée par une pluviométrie faible en été, un très bon ensoleillement (2 600 h/an), un été chaud (21,5 °C), un air très sec en été, sec en toutes saisons, des vents forts (fréquence de 40 à 50 % de vents > 5 m/s) et peu de brouillards.
Pour la période 1971-2000, la température annuelle moyenne est de 12,7 °C, avec une amplitude thermique annuelle de 17,3 °C. Le cumul annuel moyen de précipitations est de 1 007 mm, avec 7,2 jours de précipitations en janvier et 4,1 jours en juillet. Pour la période 1991-2020, la température moyenne annuelle observée sur la station météorologique de Météo-France la plus proche, « Lanas Syn », sur la commune de Lanas à 3 km à vol d'oiseau, est de 13,7 °C et le cumul annuel moyen de précipitations est de 1 066,6 mm,. Pour l'avenir, les paramètres climatiques de la commune estimés pour 2050 selon différents scénarios d'émission de gaz à effet de serre sont consultables sur un site dédié publié par Météo-France en novembre 2022.

### Voies de communication
La commune est traversée a l'ouest par la départementale 1 permettant de rejoindre Lagorce au sud et la départementale 579 au nord-ouest, donnant accès à Vogüé ou Saint-Maurice-d'Ardèche. Le hameaux de Sauveplantade peut être rejoint depuis le bourg par une route passant le col de Figeyrolle culminant à 275 m,.

## Urbanisme

### Typologie
Au 1er janvier 2024, Rochecolombe est catégorisée commune rurale à habitat très dispersé, selon la nouvelle grille communale de densité à 7 niveaux définie par l'Insee en 2022.
Elle est située hors unité urbaine. Par ailleurs la commune fait partie de l'aire d'attraction d'Aubenas, dont elle est une commune de la couronne,. Cette aire, qui regroupe 68 communes, est catégorisée dans les aires de 50 000 à moins de 200 000 habitants,.

### Occupation des sols
L'occupation des sols de la commune, telle qu'elle ressort de la base de données européenne d’occupation biophysique des sols Corine Land Cover (CLC), est marquée par l'importance des forêts et milieux semi-naturels (76,5 % en 2018), une proportion sensiblement équivalente à celle de 1990 (77 %). La répartition détaillée en 2018 est la suivante : 
milieux à végétation arbustive et/ou herbacée (39,7 %), forêts (36,8 %), zones agricoles hétérogènes (13 %), cultures permanentes (10,5 %).
L'évolution de l’occupation des sols de la commune et de ses infrastructures peut être observée sur les différentes représentations cartographiques du territoire : la carte de Cassini (XVIIIe siècle), la carte d'état-major (1820-1866) et les cartes ou photos aériennes de l'IGN pour la période actuelle (1950 à aujourd'hui).

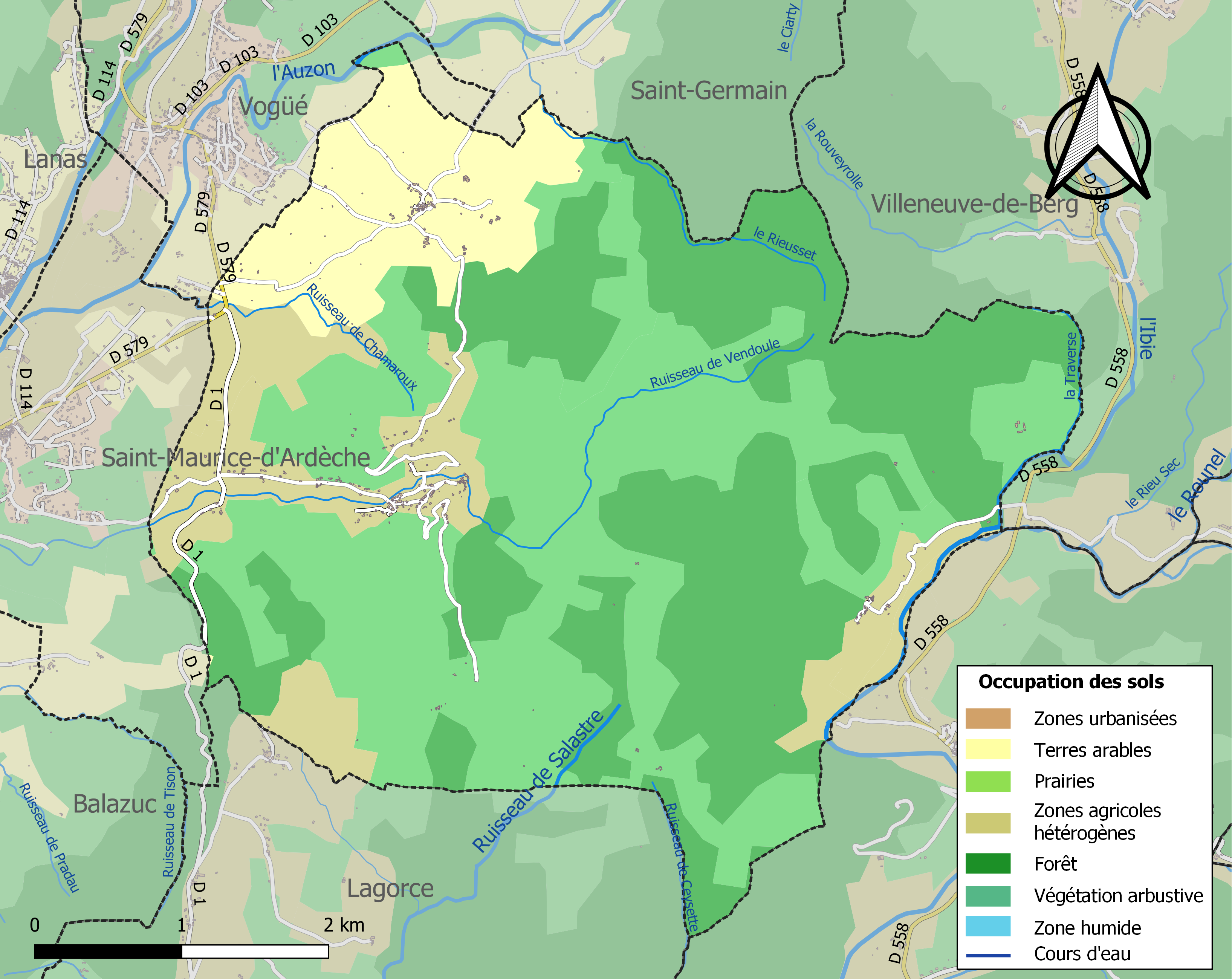
Carte des infrastructures et de l'occupation des sols de la commune en 2018 (CLC).

### Hameaux, lieux-dits et écarts
La commune compte plusieurs hameaux excentrés par rapport à la vallée du Vendoule où se trouve le village de Rochecolombe :
- Sauveplantade dans la plaine de l'Auzon ;
- Vaudanoux dans la vallée de l'Ibie ;
- les Molières sur le plateau.

## Histoire
- Le château de Rochecolombe, dominant le village a été construit au XIe siècle. Il est mentionné pour la première fois dans la documentation en 1170, concédé à la famille d'Ucel par les comtes de Toulouse. Le village est en fait un bourg castral, regroupement de maisons autour du château.

Le vieux village n'était pas fortifié, mais les maisons jointives, hautes et sans ouvertures, opposaient une ligne continue de défense face à d'éventuels assaillants.
- Au XIIIe siècle, la famille de Vogüé acquiert la seigneurie de Rochecolombe. Les Vogüé deviennent seigneurs de Rochecolombe et y résident jusqu'au XVIe siècle.
- Le château est incendié pendant les guerres de Religion et il est resté en ruine depuis.
- De 80 habitants au XVe siècle la population du village passe à 300 habitants depuis 1650 jusqu'à la Révolution et atteint 627 habitants en 1851 ; à partir de cette date la population abandonne peu à peu le vieux village pour des raisons de commodité. Les dernières maisons sont désertées au début du XXe siècle.
- Jusqu'au XVe siècle, les toitures des maisons étaient recouvertes de paille de seigle, les tuiles ne sont apparues sur les maisons populaires qu'à partir du XVIe siècle.

## Politique et administration

### Liste des maires
| Période                                  | Période                      | Identité          | Étiquette     | Qualité                             |
| ---------------------------------------- | ---------------------------- | ----------------- | ------------- | ----------------------------------- |
| Les données manquantes sont à compléter. |                              |                   |               |                                     |
|                                          | mai 1892                     | Antoine Auzas     |               |                                     |
| mai 1892                                 | 1897 (démission)             | Jean Loyrion      |               |                                     |
| 1897                                     | octobre 1908 (démission)     | Édouard Bouchet   | Réactionnaire |                                     |
| 1er novembre 1908                        | mai 1925                     | Eugène Sabaton    | Réactionnaire | Agriculteur                         |
| mai 1925                                 | 25 mars 1940 (décès)         | Étienne Escalier  | SFIO          |                                     |
| 31 mars 1940                             | août 1944                    | Venant Griffon    |               | nommé par le Préfet                 |
| août 1944                                | 18 mai 1945                  | Marcel Leyris     | Rad.          | Président du comité de libération   |
| 18 mai 1945                              | avril 1946 (démission)       | Michel Delhomme   |               | Cantonnier                          |
| avril 1946                               | octobre 1947                 | Marcel Sabaton    | SE            | Agriculteur                         |
| octobre 1947                             | mars 1952 (démission)        | Justin Chiroussel | SFIO          |                                     |
| mars 1952                                | 1980 (démission)             | Marcel Sabaton    | SE            | Agriculteur                         |
| 1980                                     | juin 1995                    | Pierre Deborne    | SE            | Agriculteur                         |
| juin 1995                                | mars 2001                    | Émile Labrot      | SE            | Employé PTT                         |
| mars 2001                                | 29 mars 2014                 | Monique Labrot    | SE            | Employée                            |
| 29 mars 2014                             | 23 décembre 2015 (démission) | Dominique Chagnol | SE            | Guide accompagnatrice               |
| 23 décembre 2015                         | février 2016                 | Max Tumino-Didier |               | Président de la délégation spéciale |
| février 2016                             | en cours                     | Jean-Yvon Mauduit | SE            | Gérant de société                   |

## Population et société

### Démographie
L'évolution du nombre d'habitants est connue à travers les recensements de la population effectués dans la commune depuis 1793. Pour les communes de moins de 10 000 habitants, une enquête de recensement portant sur toute la population est réalisée tous les cinq ans, les populations de référence des années intermédiaires étant quant à elles estimées par interpolation ou extrapolation. Pour la commune, le premier recensement exhaustif entrant dans le cadre du nouveau dispositif a été réalisé en 2005.

En 2022, la commune comptait 222 habitants, en évolution de +5,71 % par rapport à 2016 (Ardèche : +2,48 %, France hors Mayotte : +2,11 %).
| 1793 | 1800 | 1806 | 1821 | 1831 | 1836 | 1841 | 1846 | 1851 |
| ---- | ---- | ---- | ---- | ---- | ---- | ---- | ---- | ---- |
| 305  | 318  | 321  | 403  | 436  | 511  | 545  | 592  | 627  |

| 1856 | 1861 | 1866 | 1872 | 1876 | 1881 | 1886 | 1891 | 1896 |
| ---- | ---- | ---- | ---- | ---- | ---- | ---- | ---- | ---- |
| 601  | 601  | 586  | 576  | 587  | 575  | 538  | 537  | 536  |

| 1901 | 1906 | 1911 | 1921 | 1926 | 1931 | 1936 | 1946 | 1954 |
| ---- | ---- | ---- | ---- | ---- | ---- | ---- | ---- | ---- |
| 502  | 502  | 417  | 348  | 346  | 337  | 278  | 241  | 191  |

| 1962 | 1968 | 1975 | 1982 | 1990 | 1999 | 2005 | 2006 | 2010 |
| ---- | ---- | ---- | ---- | ---- | ---- | ---- | ---- | ---- |
| 189  | 178  | 139  | 167  | 131  | 170  | 212  | 214  | 229  |

| 2015 | 2020 | 2022 | - | - | - | - | - | - |
| ---- | ---- | ---- | - | - | - | - | - | - |
| 211  | 218  | 222  | - | - | - | - | - | - |

### Enseignement
La commune est rattachée à l'académie de Grenoble.

### Médias
La commune est située dans la zone de distribution de deux organes de la presse écrite :
- L'Hebdo de l'Ardèche

Il s'agit d'un journal hebdomadaire français basé à Valence et diffusé à Privas depuis 1999. Il couvre l'actualité de tout le département de l'Ardèche.
- Le Dauphiné libéré

Il s'agit d'un journal quotidien de la presse écrite française régionale distribué dans la plupart des départements de l'ancienne région Rhône-Alpes, notamment l'Ardèche. La commune est située dans la zone d'édition de Privas.
Ici Drôme Ardèche est une radio publique diffusée sur son territoire et sur la totalité du département.

### Cultes
L'église (propriété de la commune) et la communauté catholique de Rochecolombe sont rattachées à la paroisse catholique de « Sainte Marie de Berg et Coiron », elle même rattachée au diocèse de Viviers.

## Culture et patrimoine

### Lieux et monuments
- Vieux village sur la falaise calcaire avec son bourg castral et ses vieilles habitations ;
- Ruines du château de Rochecolombe ;
- Église Saint-Barthélemy de Rochecolombe ;
- Porte du village, incluse dans le bourg castral ;
- Église Saint-Pierre de Sauveplantade, classée le 19 août 1907 au titre des Monuments historiques[26].
- Église Saint-Pierre-aux-Liens de Rochecolombe.

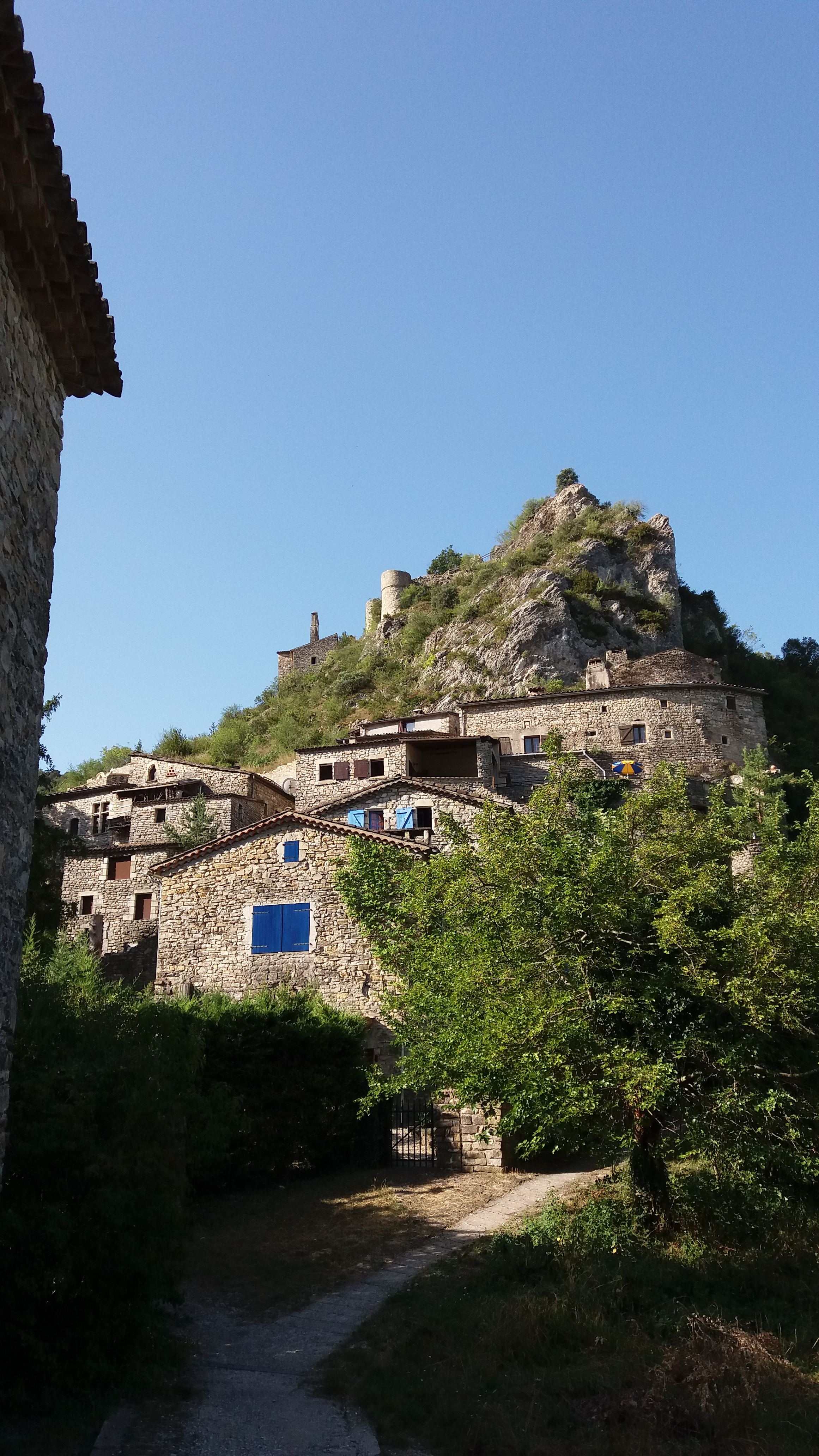
Vieux village en bas, sur l'éperon rocheux l'église Saint-Barthélémy et le château.
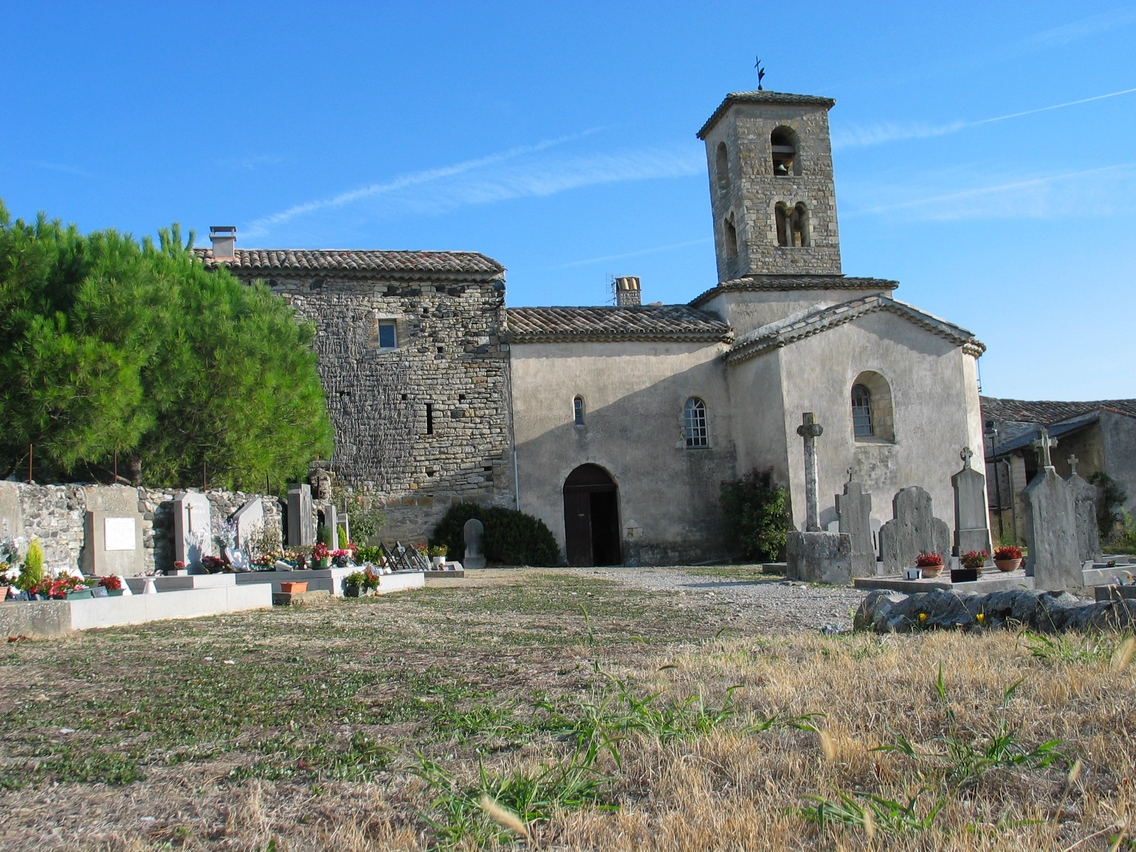
L'église de Saint-Pierre de Sauveplantade.
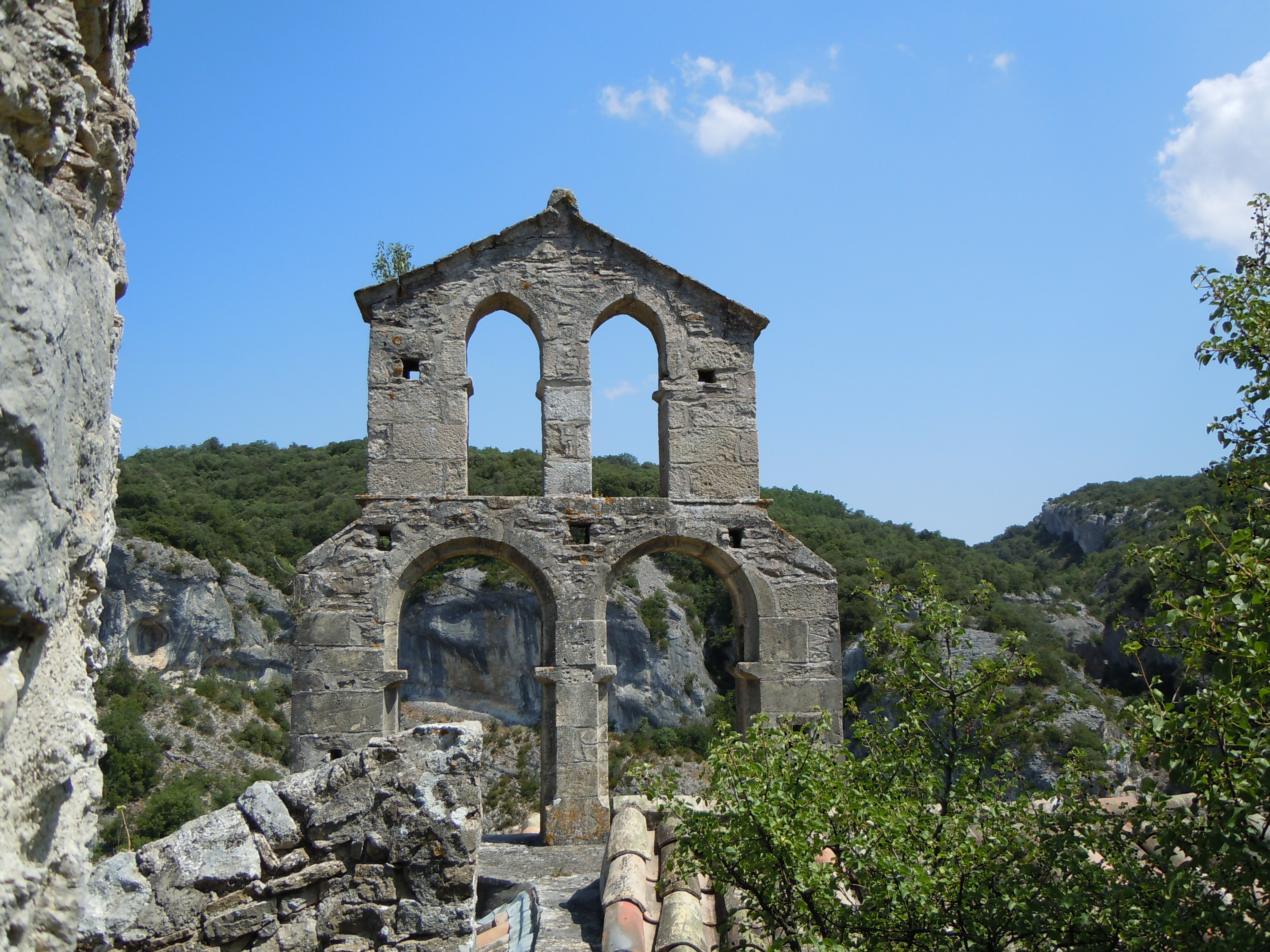
Chapelle Saint-Barthélemy.

### Environnement
- La moitié sud de la commune de Rochecolombe fait partie de l'Ensemble Septentrional des Plateaux Calcaires du Bas-Vivarais, classé ZNIEFF de type II, n°.0718[27].
- L'est du hameau de Vaudanou fait partie de la ZNIEFF de type I, Vallée de l’Ibie, n°.7180001[28].

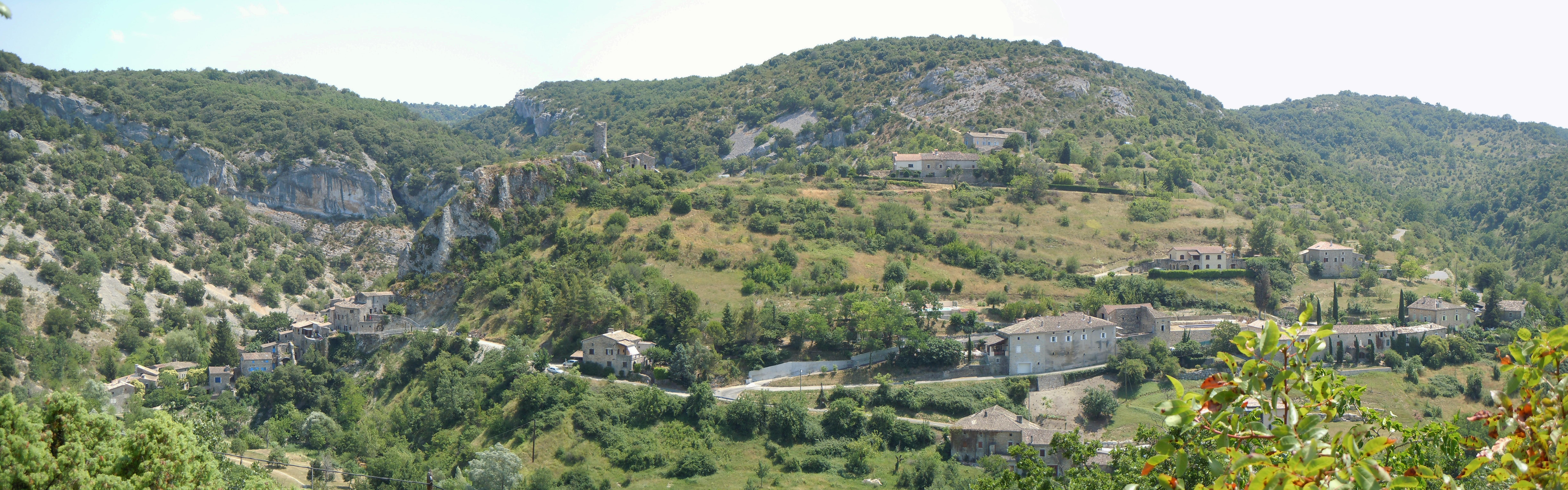
Vue générale de Rochecolombe.

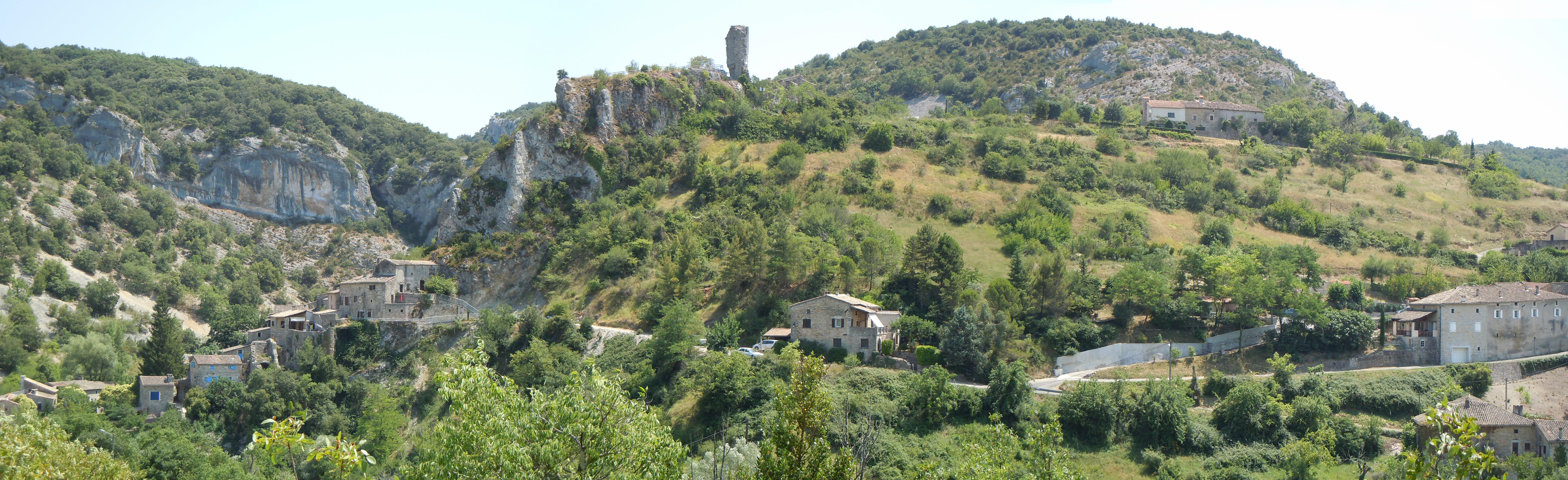
Vue des ruines du château et du vieux village.

### Héraldique
|  | Rochecolombe possède des armoiries dont l'origine et le blasonnement exact ne sont pas disponibles. |